# FlashMob
Pour l’article homonyme, voir Flashmob.
Albums de Vitalic
V Live
(2007) Rave Age
(2012)
Flashmob est le deuxième album studio de Vitalic, sorti le 28 septembre 2009.

## Liste des titres
| 1.    | See the Sea (Red)   | 4:05      |
| 2.    | Poison Lips         | 3:54      |
| 3.    | Flashmob            | 4:27 m ma |
| 4.    | One above one       | 3:41      |
| 5.    | Still               | 5:24      |
| 6.    | Terminateur Benelux | 3:52      |
| 7.    | Second Lives        | 4:24      |
| 8.    | Allan Dellon        | 3:10      |
| 9.    | See the Sea (Blue)  | 4:04      |
| 10.   | Chicken Lady        | 3:26      |
| 11.   | Your Disco Song     | 3:37      |
| 12.   | Station Mir 2099    | 4:48      |
| 13.   | Chez Septime        | 0:30      |
| 49:12 |                     |           |